# 妥木斯
妥木斯（1932年11月—），男，蒙古族，内蒙古土默特左旗人，中国油画家，曾任中国美术家协会常务理事。